# Ninian Comper

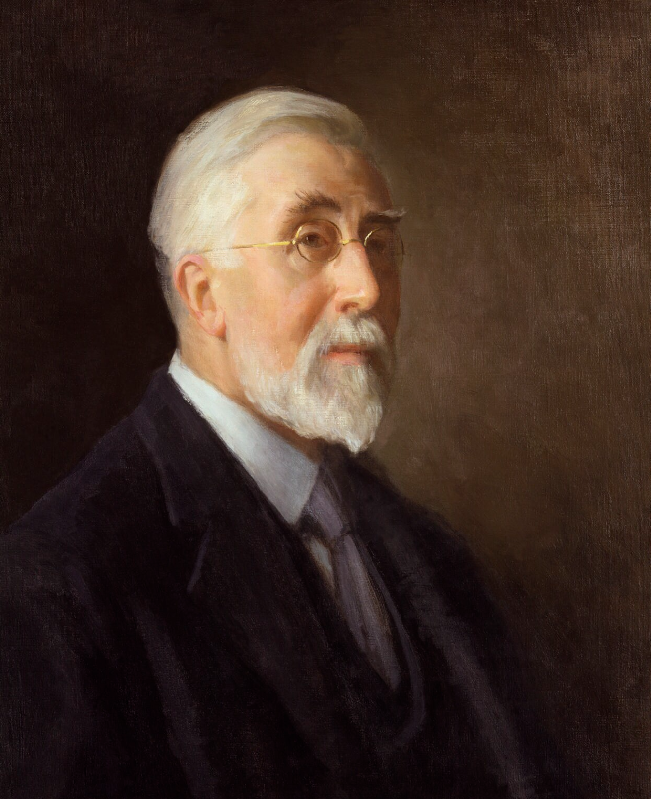
Sir John Ninian Comper, Porträt von Anne Beatrice Bright, um 1930

John Ninian Comper (* 10. Juni 1864 in Aberdeen; † 22. Dezember 1960 in London) war ein schottischer Architekt und Designer.

## Leben
Ninian Comper war ein Sohn des Pfarrers John Comper und dessen Ehefrau Ellen, geb. Taylor. Die Familie stammte ursprünglich aus Sussex. 1882 verbrachte er einige Zeit in Oxford, wo er an der Ruskin School Zeichnen studierte, ehe er sein Studium in London fortsetzte. Er war Assistent bei dem Glasmaler Charles Eamer Kempe (1837–1907), bevor er eine Anstellung bei George Frederick Bodley und Thomas Garner fand. Später, 1888, tat er sich mit William Bucknell zusammen, dessen Schwester Grace er im Jahr 1890 heiratete. Aus der Ehe gingen sechs Kinder hervor, darunter John-Baptiste Sebastian Comper, der ebenfalls Architekt wurde, und der Flugzeugkonstrukteur Nicholas Comper (1897–1939). 1905 trennte Ninian Comper sich von Bucknell. Ab diesem Zeitpunkt ging er keine Bürogemeinschaften mehr ein.
Ninian Comper wurde einer der bekanntesten Kirchenarchitekten seiner Zeit. Er entwarf 15 Kirchen; zahlreiche weitere renovierte er, gestaltete sie um oder versah sie mit Ausstattungsstücken. 1907 erhielt er den Auftrag, für die Nordseite des Kirchenschiffs von Westminster Abbey eine Reihe von farbigen Fenstern zu entwerfen. Sie sollten an Henry Royce, Charles Parsons, John Wolfe Harry, Benjamin Baker, Lord Strathcona und Lord Kelvin erinnern. Weitere, später gestaltete Fenster wurden dem Royal Army Medical Corps und den britischen Kriegsgefangenen, die während des Ersten Weltkrieges in Deutschland starben, gewidmet. Von Comper stammten auch die Entwürfe für die Fenster, die an John Bunyan, Eleanor von Kastilien und Lady Margaret Beaufort erinnern. 1932 designte Comper außerdem die Möbel für die Kriegerkapelle, die mittlerweile St George’s Chapel heißt.
1950 wurde er zum Ritter geschlagen.
Seine Asche wurde am 10. Februar 1961 in der Westminster Abbey beigesetzt. Der Grabstein, ursprünglich aus Schiefer, musste wegen Abnutzungserscheinungen ersetzt werden. Der Granitstein, der den alten Stein ersetzte, wurde von Ninian Compers Sohn John-Baptiste Sebastian gestaltet und trägt unter dem Kreuz und den Lebensdaten Compers einen Hinweis auf die Fenster, die Ninian Comper für den Nordgang der Westminster Abbey gestaltet hat.

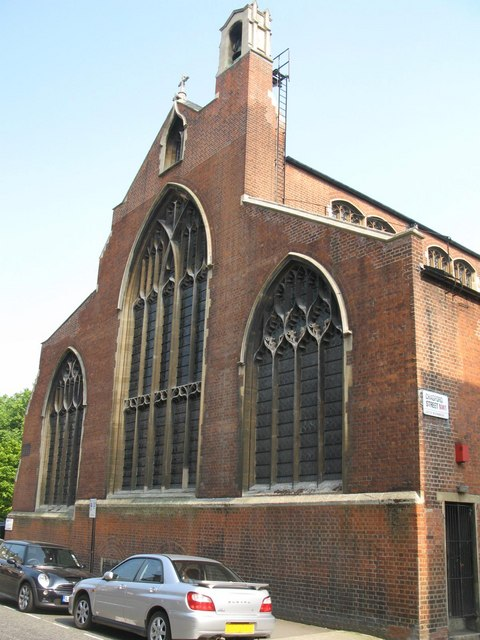
St Cyprian's Church, Clarence Gate

## Nachwirkung
Compers Werk war umstritten. Seine eklektizistische Haltung wurde beispielsweise von Nikolaus Pevsner stark kritisiert, der die Bauten der normannischen Zeit und des Mittelalters bevorzugte.

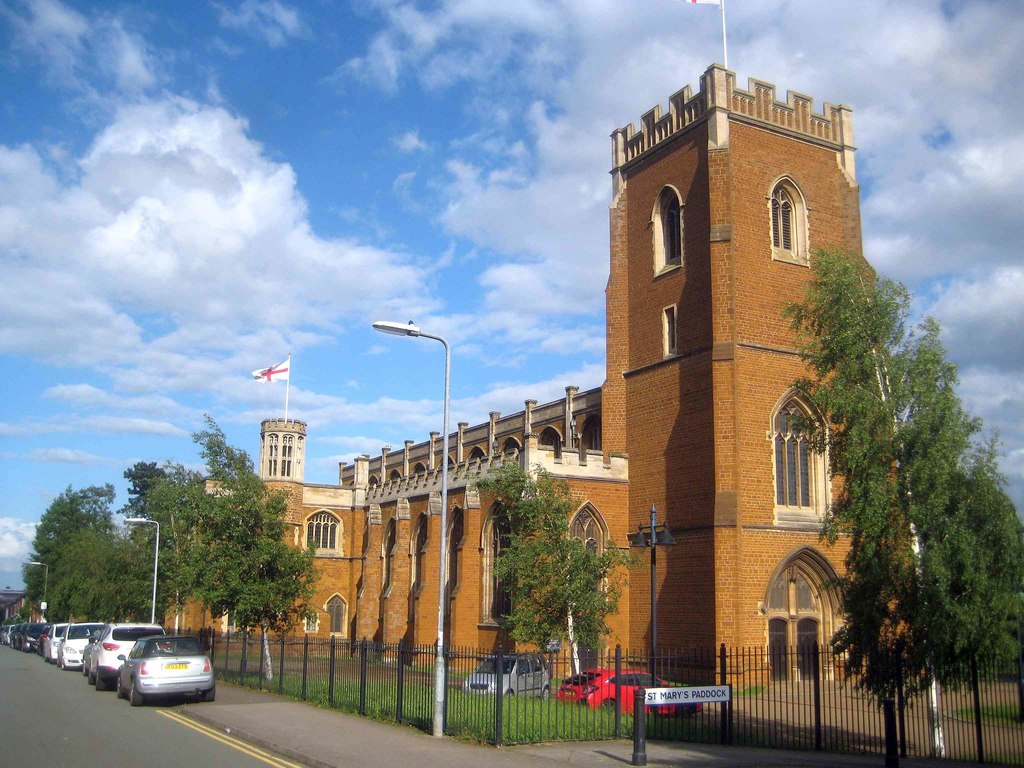
St Mary the Virgin in Wellingborough

## Werke (Auswahl der Bauten wie auch der Ergänzungsarbeiten)
- St Wilfried’s in Cantley (Yorkshire) (1892–1894)
- St Mary’s in Egmanton, Nottinghamshire (1897)
- St Mary Magdalene’s in Paddington (London) (1895–1899)
- Fenster für Westminster Abbey[2]
- Wymondham Abbey
- Pusey House[4]
- Holy Trinity in Southend-on-Sea (1906)
- St Mary in der Knox Road in Wellingborough (1906–1930)
- St Mary in Rochdale, Lancashire (1909–1911)
- St Michael in Newquay, Cornwall (1909–1911)
- St Martin’s Chapel in der Heritage Crafts School in Chailey, Sussex (1913)
- Welsh National War Memorial in Cardiff, Wales (1923–1928)
- Lady Chapel von St Matthew’s in Westminster (London)
- Lindsay Memorial Chapel bei der Emmanuel Episcopal Church in Boston (Massachusetts) (1924 eingeweiht)[2]
- St John’s Home in Cowley[4]
- St Mary’s in Wellingborough, Northamptonshire (1904–1931)[5]
- St Philip in Cosham
- St Cyprian’s in Clarence Gate, Marylebone, London (1902–1903)[3]
- Kapelle des All Saints Pastoral Centre, St Albans (1927–1964, vollendet durch seinen Sohn)